# Ashmeadiella bucconis
Ashmeadiella bucconis là một loài Hymenoptera trong họ Megachilidae. Loài này được Say mô tả khoa học năm 1837.